# Església de Santa Anna (Cracòvia)
L'església de Santa Anna (en polonès Kolegiata św. Anny) és una església catòlica romana situada a 13 św. Anny Street al centre històric protegit per la UNESCO de Cracòvia, Polònia. És un dels principals exemples de l'arquitectura barroca polonesa dissenyada per Tylman van Gameren, però la història de l'església es remunta al segle XIV.

## Història

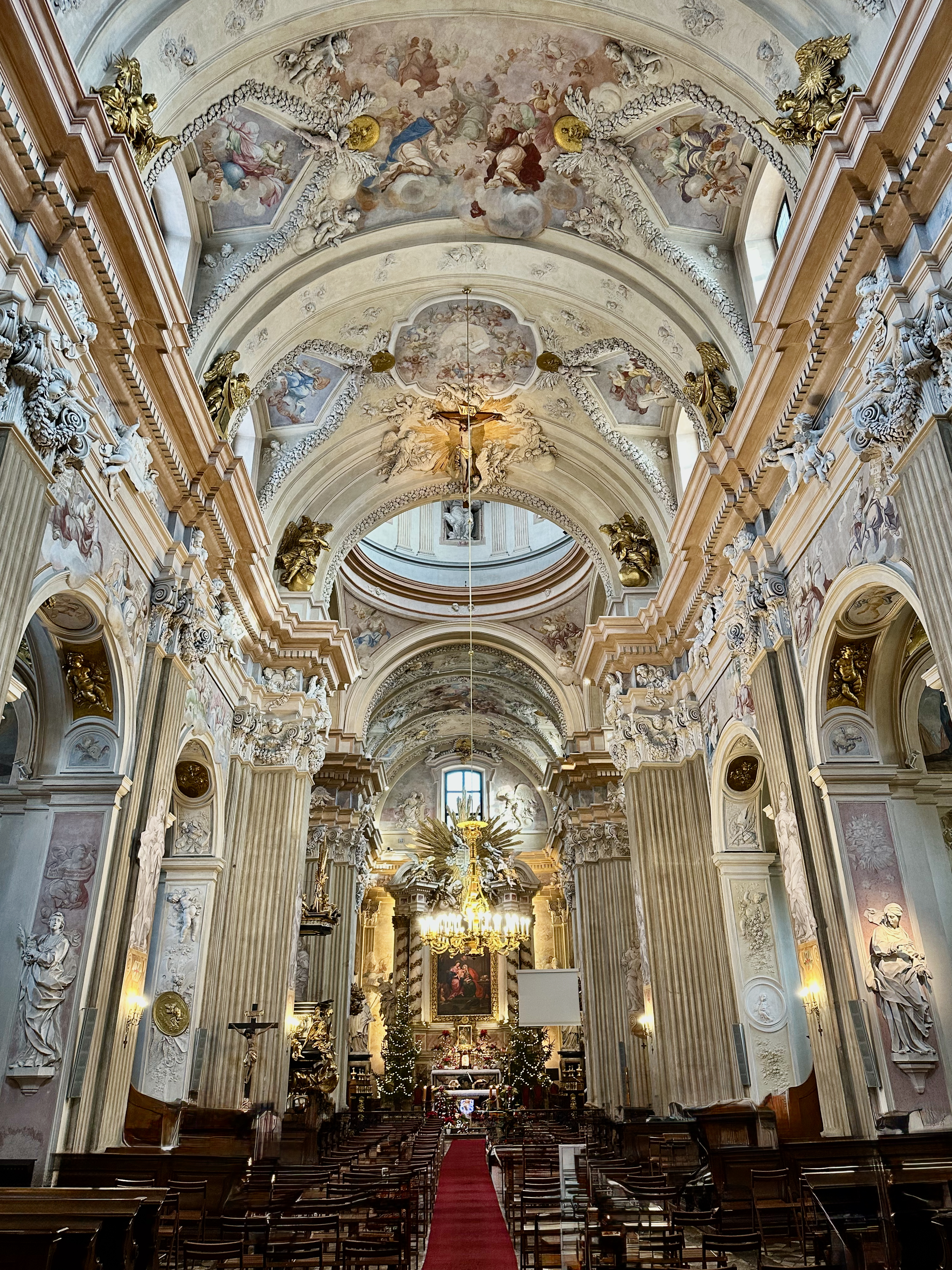
Interior

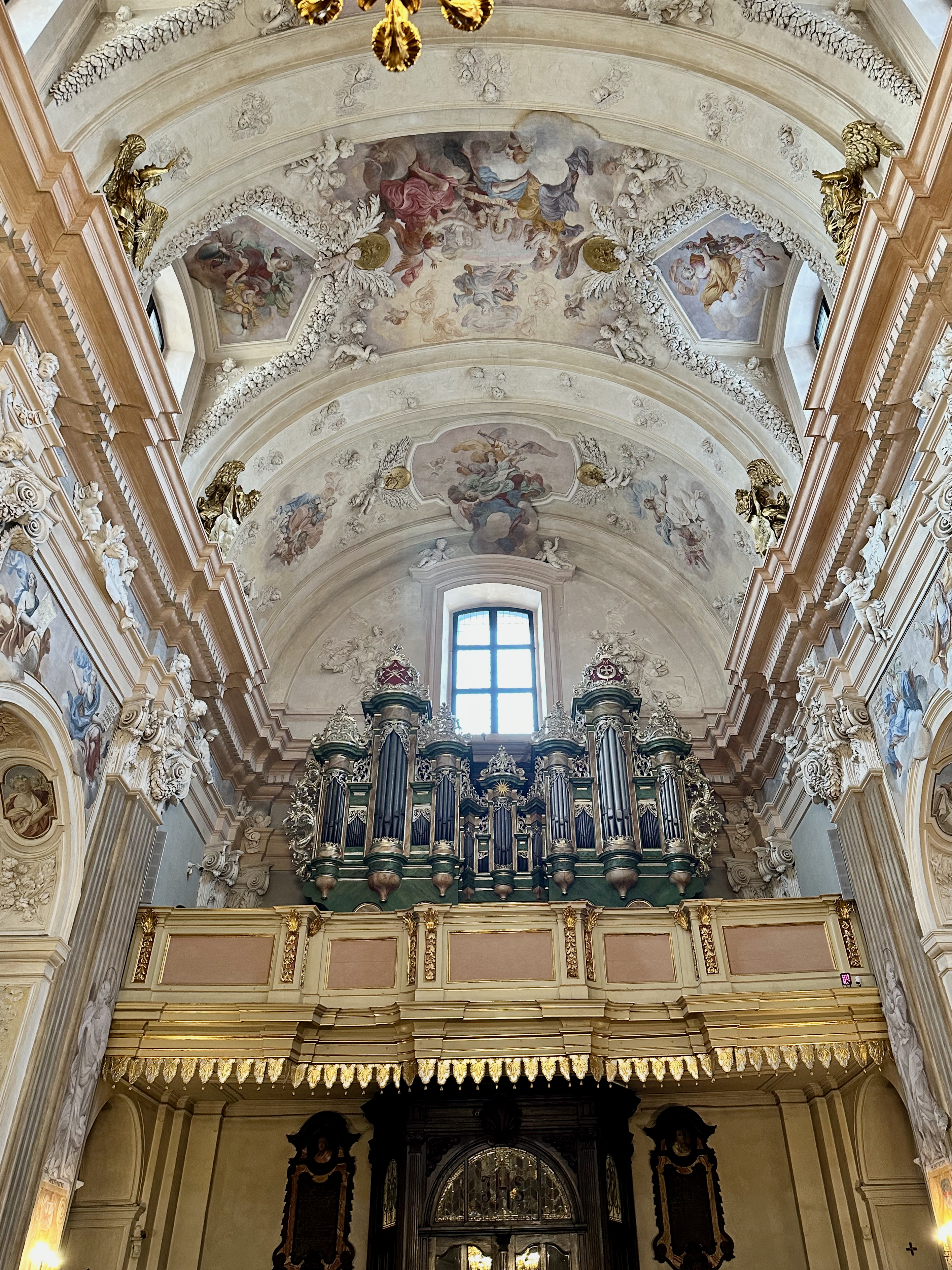
Orgue

L'església va ser esmentada per primera vegada l'any 1381 a l'escriptura de donació de Sulisław I Nawoja de Grodziec. El 1407 l'església va ser completament destruïda durant un incendi, però va ser reconstruïda el mateix any en estil gòtic pel rei Ladislau II Jagelló. El rei també va adjuntar formalment l'Església a la Universitat Jagellònica donant-li el dret de nomenar el rector. El 1428 el cor va ser reconstruït i ampliat. Per una carta datada el 27 d'octubre de 1535, Santa Anna va ser elevada al rang de col·legiata.
L'any 1689, l'edifici gòtic va ser enderrocat perquè era massa petit per al culte creixent de Sant Joan Cantius, el patró de la Universitat Jagellònica que hi hi és sepultat. El 1689–1705 es va erigir la nova església barroca, inspirada en Sant'Andrea della Valle a Roma. L'arquitecte va ser un holandès polonitzat Tylman van Gameren, arquitecte en cap de la cort de Joan III Sobieski. La decoració interior d'estuc és obra de Baldassarre Fontana, i la policromia assistida pels pintors i germans Carlo i Innocente Monti i Karl Dankwart de Nysa. La pintura de Santa Anna a l'⁣altar major és obra de Jerzy Siemiginowski-Eleuter, pintor de la cort del rei Joan III Sobieski. Les pintures del segle XVIII a les parades que mostren la vida de Santa Anna són de Szymon Czechowicz. Al transsepte hi ha un altar de l'adoració de la creu a l'esquerra, i el sepulcre de Joan Cantius a la dreta.